# Eustala rubroguttulata
Eustala rubroguttulata là một loài nhện trong họ Araneidae.
Loài này thuộc chi Eustala. Eustala rubroguttulata được Eugen von Keyserling miêu tả năm 1879.